# Nationales chinesisches Feuchtland-Museum

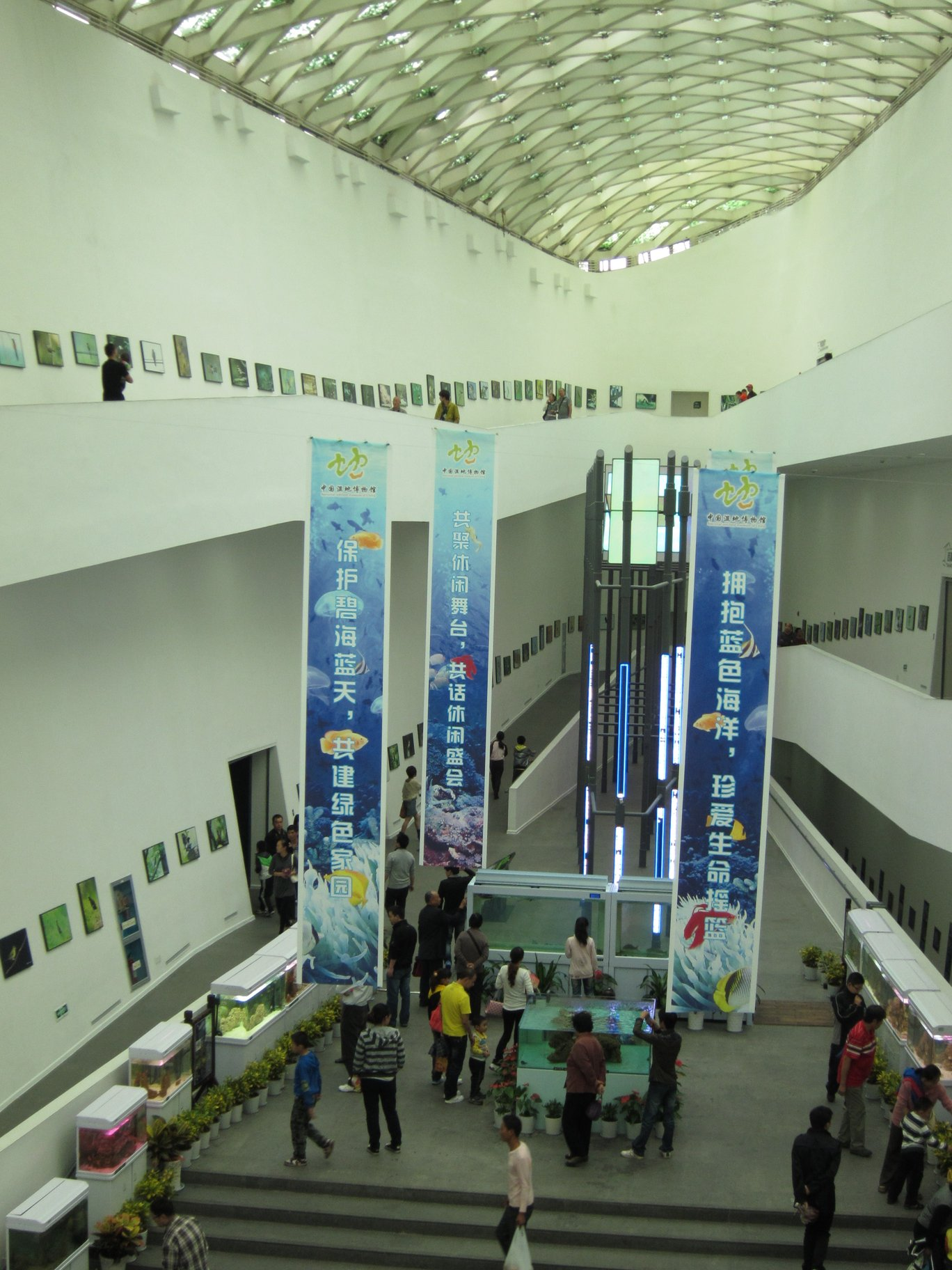
Nationales chinesisches Feuchtland-Museum

Das Nationale chinesische Feuchtland-Museum (中国湿地博物馆,  Zhōngguó Shīdì Bówùguǎn, englisch: National Wetland Museum of China) liegt westlich von Hangzhou, angrenzend an ein Feuchtland, dessen historische Entwicklung in dem Museum wiedergegeben wird.

## Nationaler Park des Xixi-Feuchtlandes, China
Der Nationale Park des Xixi-Feuchtlandes (西溪国家湿地公园,  Xīxī Guójiā Shīdì Gōngyuán englisch: Xixi National Wetland Park) umfasst 3,5 km² und steht unter Naturschutz. Er befindet sich auf einem Feuchtgebiet, welches vor 4000 Jahren etwa 60 km² umfasste, von denen heute noch 11 km² vorhanden sind. Ursprünglich außerhalb der Stadt Hangzhou gelegen, ist es in den Jahren seit 2000 in die Stadt integriert worden. Der Park zeigt keine spektakulären Tiere oder Pflanzen, lediglich die natürliche Landschaft des Feuchtgebietes, durchzogen von Wasserkanälen und dicht bewachsen. Dazwischen finden sich Restaurantpagoden und auch Boote in alter chinesischer Machart befahren die Gewässer. Zugleich ist er ein Naherholungsgebiet. Rund um den Park entstanden moderne Architekturen, darunter das Nationale chinesische Feuchtland-Museum. Es wird als Ufo-artig beschrieben und wurde von dem japanischen Architekten Arata Isozaki geplant.

## Nationales chinesisches Feuchtland-Museum
Das Museum wurde 2009 eröffnet. Es ist 20.000 m² groß und aufgeteilt in eine Halle zur Einführung, eine Halle des Feuchtlandes und der Menschheit und eine Halle des Xixi-Feuchtlandes.
Das Museum ist weitgehend auf pädagogischen Tourismus eingestellt mit Tiermodellen in Lebensgröße in ihrem Habitat, Lehrtafeln und elektronischen Mediendarstellungen. Es werden auch regionale Ausstellungen mit einschlägiger Thematik abgehalten, so etwa 2011 „Fossilien aus West-Liaoning“ mit regionalen Funden. Der Eintritt zum Museum ist gratis.
Anschrift des Museums:
National Wetland Museum of China,
402 Tianmushan Road,
Xihu, Hangzhou, Zhejiang, China
+86 571 8887 2933